# Talignano
Talignano è una frazione del comune di Sala Baganza, in provincia di Parma.
La località dista 3,72 km dal capoluogo.

## Geografia fisica
Talignano sorge all'incirca a una quota compresa tra i 140 e i 250 m s.l.m., sul colle appenninico di Segalara, che divide la valle del fiume Taro dalla piccola valle del torrente Scodogna, suo affluente destro; nella zona sono presenti numerosi reperti fossili.
Il piccolo borgo di case sparse si sviluppa sul confine occidentale del Parco naturale regionale dei Boschi di Carrega.

## Storia
Il borgo fu fondato in epoca altomedievale lungo una diramazione della via Francigena, percorsa dai pellegrini diretti a Roma dal Nord Europa. La più antica testimonianza della sua esistenza risale all'8 marzo 991, quando Talonniano fu menzionato in un rogito di vendita di numerose proprietà da parte di Prangarda, figlia del marchese Adalberto Atto di Canossa e moglie del marchese Maginfredo, al diacono della pieve di Borgo San Donnino.
Il 20 novembre 995 Taloniano fu nominato, insieme ad altre località del Parmense, in un atto di donazione di un'ingente quantità di terre da parte del vescovo Sigefredo II al capitolo della Cattedrale di Parma.
Il 3 febbraio 1034, nell'atto di compravendita di alcuni beni da parte di tal Alberto a un sacerdote chiamato Rodolfo, fu citato il Castro Taloniano, quasi certamente identificabile nel vicino castello di Segalara, posto a presidio dell'intera zona. La fortificazione fu menzionata anche nel 1054, nel rogito notarile che ne sancì la vendita da parte di Alberto da Viarolo, figlio di Maginfredo, al suo familiare Rodolfo da Viarolo.
In epoca imprecisata il territorio passò sotto il controllo dei conti Sanvitale, che ne risultavano proprietari nel 1258, ma in seguito subentrarono i Rossi, forse già alla fine del XIII secolo; il più antico documento che colleghi la famiglia a Segalara è il testamento del 29 giugno 1290 del prevosto Ugo Rossi, che istituì quattro benefici, tra cui quello relativo all'oratorio di Segalara.
Nel 1303, i Rossi, cacciati da Parma da Giberto III da Correggio, trovarono riparo nei loro possedimenti di Collecchio, Neviano e Segalara, ma due anni dopo, in seguito all'uccisione di un inviato di Giberto per mano di Palamede Rossi, le truppe correggesche conquistarono e distrussero i tre fortilizi rossiani. I Rossi ritornarono a Segalara nel 1316, dopo l'allontanamento di Giberto da Parma, e ricostruirono il maniero.
Nel 1403 Talignano e gli altri borghi rossiani di Ozzano, Gaiano e Fornovo furono assaltati e depredati dalle truppe di Giacomo Dalla Croce e Bartolomeo Gonzaga. A causa delle frequenti scorrerie che si susseguirono in quei decenni, nel 1440 gli abitanti di Talignano, Vizzola e Gaiano furono esentati per un anno dal pagamento delle imposte.
Nel 1481 Pier Maria II de' Rossi fece munire il palazzo fortificato di Segalara, in vista della guerra contro il ducato di Milano, ma l'anno seguente, a conflitto già iniziato, il Conte morì, lasciando Talignano, Segalara e altre terre al figlio naturale Bertrando; quest'ultimo, alleatosi con Ludovico il Moro, al termine degli scontri mantenne il possesso di tutte le proprietà ereditate dal padre, mentre i fratelli furono costretti alla fuga.
In seguito alla morte di Bertrando senza eredi diretti nel 1502, le sue proprietà passarono al nipote Troilo I de' Rossi, marchese di San Secondo.
Nel 1635 ebbe fine il lungo dominio dei Rossi sulla zona, in quanto il duca di Parma Odoardo I confiscò a Troilo IV tutti i suoi beni. Nel 1653 Scipione I de' Rossi si impegnò a versare un'ingente somma alla Camera ducale in cambio della restituzione delle proprietà appartenute al fratello, ma non fu in grado di ottemperare al pagamento e nel 1665 rinunciò ufficialmente a tutti i feudi appenninici.
Agli inizi del XIX secolo, in epoca napoleonica, Talignano divenne frazione del neocostituito comune (o mairie) di Sala.

## Monumenti e luoghi d'interesse

### Chiesa di San Biagio

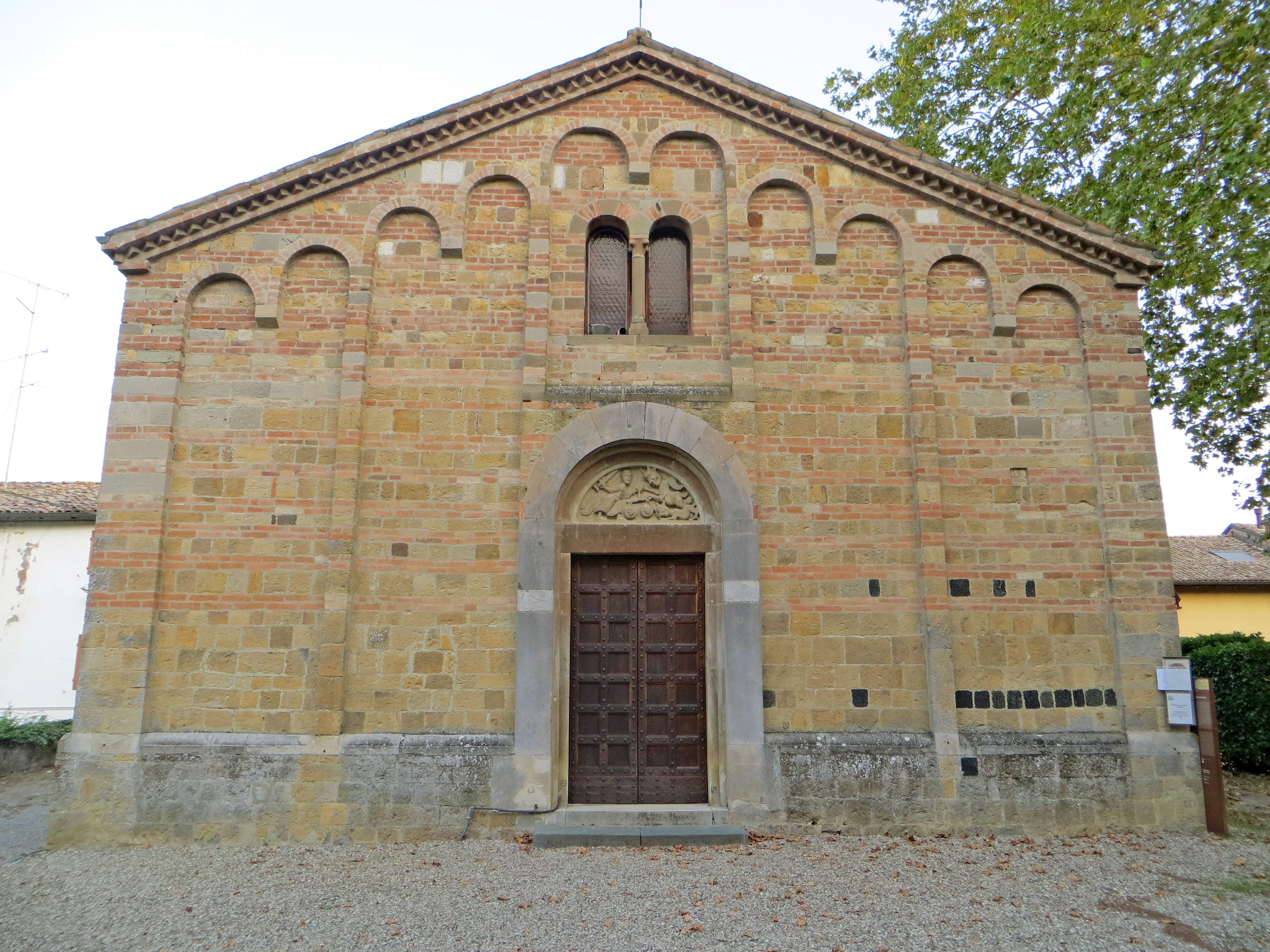
Chiesa di San Biagio

Costruita lungo un ramo della via Francigena tra la fine dell'XI e gli inizi del XIII secolo dai frati cistercensi dell'abbazia di Chaise-Dieu, la chiesa romanica, originariamente dipendente dal monastero della Rocchetta sul monte Prinzera, fu elevata a sede parrocchiale autonoma nel 1564; decorata in stile barocco e neoclassico tra il XVI e il XVIII secolo, fu modificata nel 1877 con la sopraelevazione della navata e la realizzazione della volta a botte lunettata sull'aula e di una cappella su ogni lato; interamente ristrutturata tra il 1935 e il 1939 ripristinando le antiche forme medievali, fu colpita dal sisma del 15 luglio 1971, che danneggiò il campanile, in seguito restaurato. L'edificio, sviluppato su una pianta a navata unica, è caratterizzato dalla simmetrica facciata a capanna a strisce orizzontali in pietre e mattoni, al cui centro si apre un portale coronato da una lunetta, contenente un rarissimo altorilievo duecentesco raffigurante la Psicostasia; all'interno la cappella alla base del campanile medievale conserva un affresco tardo-quattrocentesco rappresentante la Madonna col Bambino, un santo vescovo e sant'Antonio Abate.

### Villa Lalatta
Costruita intorno al 1575 per volere del canonico Antonio Lalatta con l'intenzione di adibirla a residenza di villeggiatura per gli studenti di un collegio di nuova istituzione, la struttura fu in realtà a lungo utilizzata dai nobili Lalatta quale villa estiva con annessa fattoria per amministrare la grande tenuta famigliare circostante, estesa su circa 500 biolche parmigiane. Entrata quasi due secoli dopo nelle disponibilità del collegio Lalatta fondato solo nel 1755, nel 1831 fu ceduta in uso alle Dame del Sacro Cuore dalla duchessa di Parma Maria Luigia, in occasione della fusione tra il collegio Lalatta e il collegio dei Nobili per costituire l'unitario collegio ducale Maria Luigia.
Abbandonata nel 1847 dalle suore del Sacro Cuore, fu affittata l'anno seguente alle orsoline, che ne mantennero la funzione di sede di villeggiatura estiva, destinandola alle educande del collegio di Parma; sopravvissuta all'eversione dell'asse ecclesiastico del 1866 e 1867 grazie all'interessamento del senatore Filippo Linati, nel 1878, ormai degradata, fu lasciata dalle orsoline, che si spostarono nella badia di Torrechiara; lievemente risistemata, fu locata dapprima alle vincenzine e in un secondo momento alle maestre Luigine di Parma. Parzialmente crollata, fu successivamente venduta dall'amministrazione del collegio Maria Luigia a Giuseppe Muggia, insieme alla tenuta circostante ridotta a 48 biolche dopo le numerose alienazioni dei decenni precedenti; sempre più degradata, fu comprata in seguito da Raffaele Rossi.
Rivenduta nel 1961 ad Arturo Balestrieri, fu completamente ristrutturata, ricostruendo anche le parti crollate, e trasformata in residenza di villeggiatura per la famiglia; acquistata subito dopo il 1980 dalla Cassa di Risparmio di Parma, fu interamente restaurata e, dopo l'inaugurazione nel 1984, adibita a sede di rappresentanza della banca, utilizzata anche per convegni e corsi aziendali. L'edificio, sviluppato su una pianta rettangolare, si eleva su due livelli principali fuori terra, oltre al seminterrato e alla torretta centrale; la simmetrica facciata, preceduta da una scalinata a rampe contrapposte, presenta un loggiato di cinque arcate a tutto sesto, coronato da una loggia retta da pilastri; gli interni sono privi di decorazioni. Intorno si sviluppa l'ampio parco collinare.